# Wassili Alexejewitsch Bilbassow

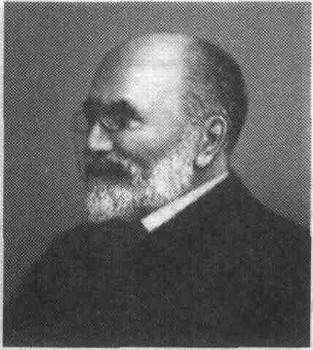
Wassili Bilbassow, 1890er-Jahre

Wassili Alexejewitsch Bilbassow (russisch Василий Алексеевич Бильбасов, ukrainisch Василь Олексійович Більбасов Wassyl Oleksijowytsch Bilbassow; * 7. Junijul. / 19. Juni 1837greg. in Poltawa, Gouvernement Poltawa, Russisches Kaiserreich; † 24. Julijul. / 6. August 1904greg. in Pawlowsk, Gouvernement Sankt Petersburg, Russisches Kaiserreich) war ein ukrainisch-russischer Historiker und Publizist.

## Leben
Wassili Bilbassow absolvierte 1861 sein Studium an der historisch-philologischen Fakultät der  Kaiserlichen Universität von Sankt Petersburg. Er verteidigte 1863 seine Doktorarbeit über die Geschichte des mittelalterlichen Deutschlands und Frankreichs und ging anschließend zur Weiterbildung ins Ausland, wo er in den Jahren von 1864 bis 1866 mehrere Artikel in deutschen Zeitschriften veröffentlichte. Nach seiner Rückkehr wurde er 1866 Assistenzprofessor für Universalgeschichte an der Universität Sankt Petersburg. Von 1867 bis 1871 war er als außerordentlicher und ordentlicher Professor an der St.-Wladimir-Universität in Kiew tätig. 1871 verließ er den Dienst und beschäftigte sich bis 1883, als festangestellter Journalist und Herausgeber der liberalen Petersburger Zeitung Голос Golos (zu dt.: Stimme), ausschließlich mit Literatur.

## Werk
Bilbassow veröffentlichte zahlreiche Monographien und Artikel zur Deutschen Geschichte und des Papsttums des 13. Jahrhunderts, der Geschichte der Slawen und des 18. Jahrhunderts.
Er schrieb Werke über Jan Hus (1869) und Kyrill und Method (1871).
- Kyrill und Method nach dokumentarischen Quellen (Band. 1–2, Sankt Petersburg; 1868, 1871)
- Die Geschichte von Katharina der Zweiten (Band 1–2, Sankt Petersburg; 1890–96)[3]